# Kanton Avranches
Kanton Avranches (francouzsky Canton d'Avranches) je francouzský kanton v departementu Manche v regionu Normandie. Při reformě kantonů v roce 2014 byl vytvořen seskupením 20 obcí, do té doby sestával z 16 obcí. V květnu 2016 ho tvořilo 17 obcí (vzhledem k procesu slučování některých obcí).

## Obce kantonu (květen 2016)
- Avranches
- Bacilly
- Carolles
- Champeaux
- Chavoy
- Dragey-Ronthon
- Genêts
- Jullouville
- Lolif
- Marcey-les-Grèves
- Le Parc (část) [p 1]
- Ponts
- Saint-Jean-de-la-Haize
- Saint-Jean-le-Thomas
- Saint-Pierre-Langers
- Sartilly-Baie-Bocage (část) [p 2]
- Vains